# Cantone di Le Faouët
Il Cantone di Le Faouët era una divisione amministrativa dell'arrondissement di Pontivy.
È stato soppresso a seguito della riforma complessiva dei cantoni del 2014, che è entrata in vigore con le elezioni dipartimentali del 2015.
Comprendeva i comuni di:
- Berné
- Le Faouët
- Guiscriff
- Lanvénégen
- Meslan
- Priziac